# タナミ砂漠

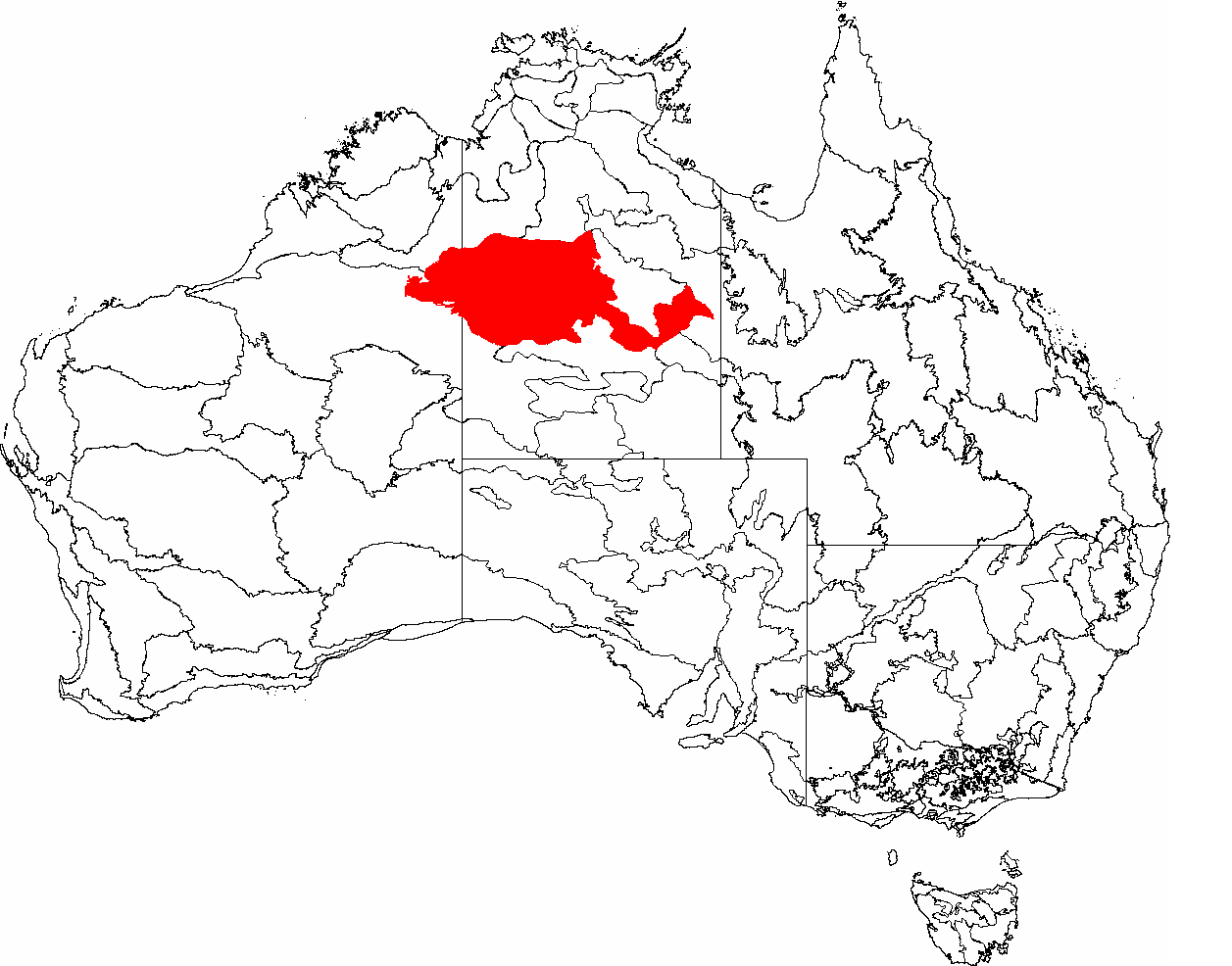
地図中の赤い地域がタナミ砂漠

タナミ砂漠 (Tanami Desert) は、オーストラリアのノーザンテリトリーにある砂漠。岩の多く、小さな丘が点在する地域である。タナミ砂漠は、ノーザンテリトリー最後の辺境であり、20世紀に入るまで完全には探検されていなかった。タナミ・トラックと呼ばれる道路が西オーストラリア州と結ぶ。
- 面積: 37,529 km²
- 降雨記録のあるタナミ砂漠に最も近い場所はラビットフラット

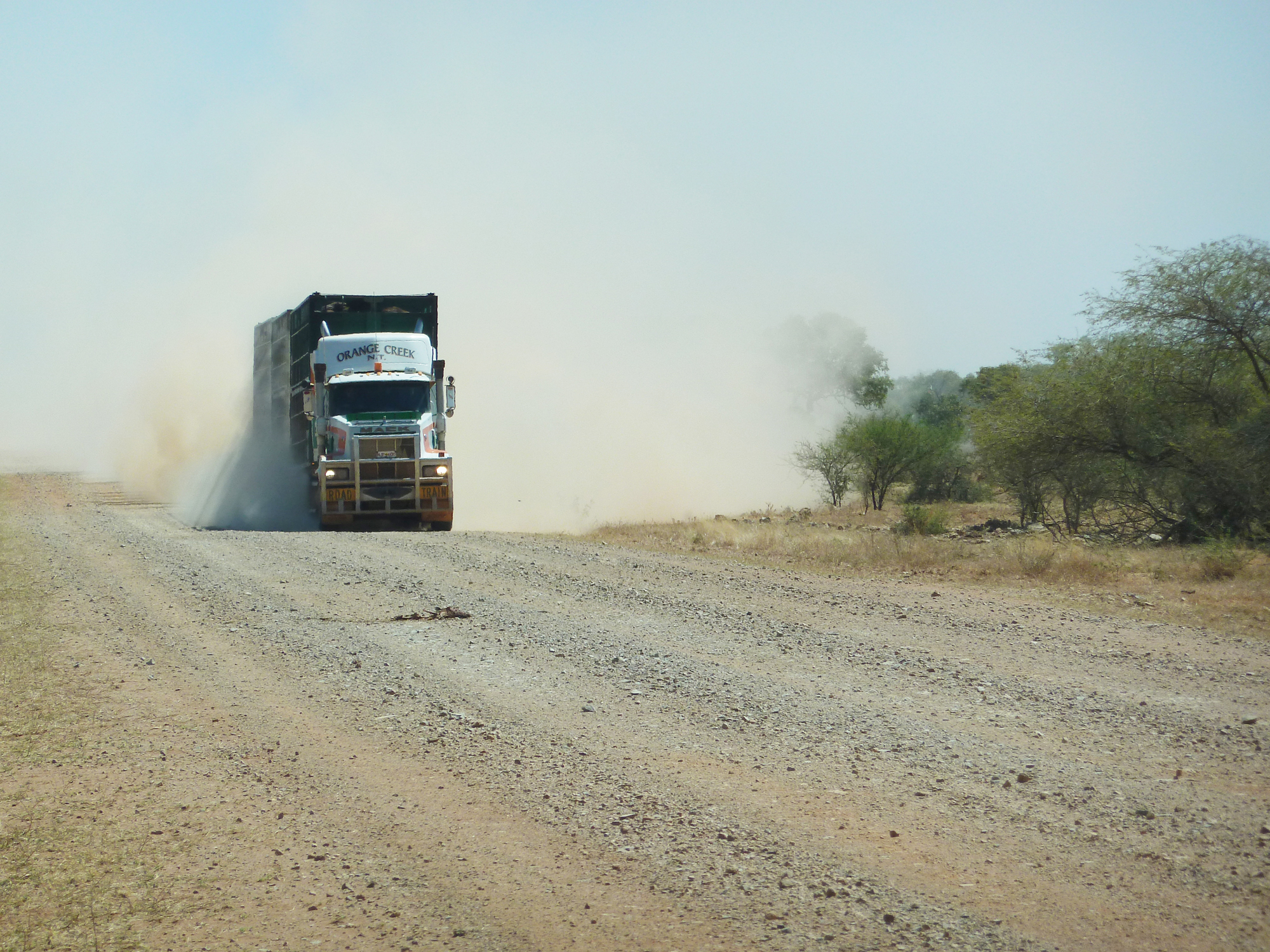

- 年間降水量: 429.7 mm
- 一日の平均最高気温: 33.5 °C
- 一日の平均最低気温: 16.4 °C
- 晴れの日の平均日数 169日
- 一日の平均蒸発量 7.6 mm